# Хронична бъбречна недостатъчност
Хроничната бъбречна недостатъчност (на латински: Insufficientia renalis chronica) е състояние на нарушени бъбречни функции – отделителна, регулираща и инкреторна. Според тежестта на състоянието, хроничната бъбречна недостатъчност се категоризира в различна степен, от най-лека (1-ва) до крайна (5-а) степен, зависеща от хемодиализа. Времето между установяване на проблема и началото на лечение е от кардинална значимост и определя до голяма степен обратимостта на повредите върху отделителната система.

## Диагноза
Основният показател за диагноза и класификация на степента на състоянието е величината на лабораторно определената гломерулна филтрация. Тази стойност се пресмята на базата на серумния креатинин като индиректно отражение на отделения от бъбреците креатинин, но може да се установи и след събиране на целодневната (24-часова) урина и претегляне на отделените отпадни азотни тела. Диагнозата се поставя, като се има предвид анамнезата (история на болестта) на бъбречното заболяване и лабораторните показатели. Лица с хронична бъбречна недостатъчност представят редица патогномонни или неспецифични симптоми, които трябва да се отсеят по значимост. Наблюдават се намален обем и честота на уринирането, болки в кръста, гадене при приемане на вода и други течности, палпитации или бавен пулс, задъхване, силна неприятна телесна миризма на урина или отлагане на солени кристали върху кожата, отлагане на пигменти (петна) по кожата, силен сърбеж или обрив. В лабораторията на кръвта се наблюдава едновременно качване на нивата на уреята и на креатинина, вероятно покачване на концентрацията на серумните фосфати и калий. Уринализа може да покаже високи нива на протеини, еритроцити, седименти и други.

## Лечение на заболяването
Хроничната бъбречна недостатъчност, освен в много лека форма, не се лекува, но се контролира и ограничава прогресът на заболяването чрез контрол на кръвното налягане, намаляване на други сърдечно-съдови риск-фактори, поддържане на нормална кръвна захар, подходяща диета, лекарствени химични буфери, витамини, ограничаване на течностите при по-напреднала фаза на болестта, намаляване на приема на белтъци и мазнини, като енергийните загуби се покриват чрез баланс на въглехидратите. Ограничава се и приема на калий, фосфати и готварска сол.
Медикаментозното лечение на острата форма зависи от причините на заболяването, поради което е изключително важно да се разчетат правилно конкретните симптоми на болестта. Хроничната недостатъчност изисква чести лабораторни проверки, отличен контрол върху кръвното налягане и диабета, диспансеризация към специалист нефролог и строга диета. В терминалната фаза на заболяването, при наличие на подходящ донор може да се извърши бъбречна трансплантация. Трансплантацията прекратява нуждата от хемодиализа или друг вид филтрационен обмен, но от своя страна изисква режим на поддръжка на органа и лекарства срещу имунно отхвърляне на транспланта.